# LU-P-4704
La carretera LU-P-4704 es una carretera de la red secundaria de Galicia que pertenece a la Diputación de Lugo. Une la carretera LU-653 con la iglesia de Ferreirúa, en el municipio de Puebla del Brollón, en la provincia de Lugo, y tiene una longitud de 1,1 km.

## Trazado
La carretera parte de la carretera LU-653, en la parroquia de Ferreirúa, en el municipio de Puebla del Brollón. Cruza el lugar de Valdolide, donde hay un desvío hacia Marcón. Finaliza junto a la iglesia de Ferreirúa aunque la carretera continúa hacia Ferreiros, siendo de titularidad municipal.